# Pseudoleucania ferruginescens
Pseudoleucania ferruginescens là một loài bướm đêm thuộc họ Noctuidae. Nó được tìm thấy ở Santiago, Valparaíso, Patagonia, Estrecho de Magallanes, Córdoba, La Rioja, Buenos Aires, Tandil, Balcarce, Río Negro, Comodoro Rivadavia, Esquel, Neuquén, Mendoza và Catamarca in Argentina.
Sải cánh dài khoảng 34 mm. Con trưởng thành bay vào tháng 12.